# Tadeusz Iwaniec
Tadeusz Iwaniec (* 9. Oktober 1947 in Elbląg) ist ein polnisch-US-amerikanischer Mathematiker, der sich mit Analysis befasst.
Iwaniec studierte an der Universität Warschau, an der er 1975 promovierte und sich 1979 habilitierte. Er war dort Assistenzprofessor und 1981 bis 1983 Professor an der Polnischen Akademie der Wissenschaften. 1978/79 war er Gastprofessor an der Lomonossow-Universität, 1979 an der Universität Bonn, 1981 an der Universität Pisa und 1982 in Helsinki. 1983/84 war er an der University of Michigan in Ann Arbor, 1984/85 an der University of Texas at Austin, 1985/86 am Courant Institute und seit 1986 ist er Professor an der Syracuse University. Seit 1996 ist er dort John Raymond French Distinguished Professor für Mathematik.
Er befasst sich insbesondere mit nichtlinearer Analysis und geometrischer Funktionentheorie.
Er hat die US-amerikanische Staatsbürgerschaft. Er ist der Zwillingsbruder des Mathematikers Henryk Iwaniec.
2005 wurde er auswärtiges Mitglied der Polnischen Akademie der Wissenschaften, Mitglied der Academia di Scienze Fisiche e Matematiche, auswärtiges Mitglied der Finnischen Akademie der Wissenschaften (2012) und er wurde 2007 Ehrendoktor in Helsinki. 2002 erhielt er den William Wasserstrom Prize an der Syracuse University und 2001 den Preis des Institut Henri Poincaré für seine Arbeit Quasiharmonic Fields. 1983 war er Invited Speaker auf dem Internationalen Mathematikerkongress in Warschau (Some aspects of partial differential equations and quasi-regular mappings). 1980 erhielt er den Preis des Präsidenten der Polnischen Akademie der Wissenschaften.

## Schriften
- Regularity theorems for solutions of partial differential equations for quasiconformal mappings in several dimensions (= Dissertationes Mathematicae. 198). Panstwowe Wydawnictwo Naukowe, Warschau 1982, ISBN 83-01-01614-0.
- mit Gaven Martin: Geometric function theory and nonlinear analysis. Clarendon Press, Oxford u. a. 2001, ISBN 0-19-850929-4.
- mit Kari Astala, Gavin Martin: Elliptic partial differential equations and quasiconformal mappings in the plane (= Princeton Mathematical Series. 48). Princeton University Press, Princeton NJ u. a. 2009, ISBN 978-0-691-13777-3.
- mit Gaven Martin: The Beltrami Equation (= Memoirs of the American Mathematical Society. 893). American Mathematical Society, Providence RI 2008, ISBN 978-0-8218-4045-0.
- mit Jani Onninen: N-harmonic mappings between annuli. The art of integrating free Lagrangians (= Memoirs of the American Mathematical Society. 1023). American Mathematical Society, Providence RI 2011, ISBN 978-0-8218-5357-3.